# Crkva Pohođenja Blažene Djevice Marije u Šandrovcu
Crkva Pohođenja Blažene Djevice Marije u Šandrovcu župna je rimokatolička crkva u središtu Šandrovcu u Bjelovarsko-bilogorskoj županiji.
Župa je nastala 1501. godine. Današnja crkva je jednobrodna građevina pravokutnog tlocrta s polukružno zaključenim svetištem, deambulatorijem u funkciji sakristije te zvonikom nad glavnim zapadnim pročeljem. Lađa je svođena križnim svodovima, traveji su odijeljeni pojasnicama oslonjenima na masivne bočne nosače. Pjevalište počiva na dva masivna stuba povezana lukom. Zidne plohe eksterijera raščlanjene su pilastrima koji se izmjenjuju s polukružno zaključenim prozorskim otvorima.
Današnja župna crkva sagrađena je 1886. godine, na mjestu stare crkve, koja je bila stradala u potresu 1880. godine. Unutrašnjost crkve oslikana je 1904. godine. Slike na stropu crkve izveo je poznati hrvatski slikar prof. Oton Iveković, dok je dekoraciju izveo slikar Vatroslav Matoš. Crkva ima glavni oltar Pohođenja Blažene Djevice Marije, sporedne oltare sv. Tri Kralja i sv. Vida, drvenu propovjedaonicu i novi kameni oltar Žalosne Gospe kao i oltar sv. Križa (oltar Božjeg groba).
Toranj se tijekom potresa 2020. godine odvojio od lađe.

## Zaštita
Pod oznakom Z-2757 vodi se kao nepokretno kulturno dobro - pojedinačno, pravnog statusa zaštićena kulturnog dobra, klasificirano kao "sakralna graditeljska baština".